# Посольство Украины в Венгрии
Посольство Украины в Венгрии — дипломатическое представительство Украины в Венгрии, расположенное в столице Венгрии городе Будапеште.

## Задачи посольства
Основная задача Посольства Украины в Будапеште представлять интересы Украины, способствовать развитию политических, экономических, культурных, научных и других связей, а также защищать права и интересы граждан и юридических лиц Украины, которые находятся на территории Венгрии.
Посольство способствует развитию межгосударственных отношений между Украиной и Венгрией на всех уровнях, с целью обеспечения гармоничного развития взаимных отношений, а также сотрудничества по вопросам, представляющим взаимный интерес. Посольство выполняет также консульские функции.

## История развития дипломатических отношений
История становления украинско-венгерских отношений берет свое начало с конца 1989 года, когда в Венгрию прибыла украинская делегация во главе с Министром культуры УССР Юрием Олененко. Во время этого визита впервые в современной истории Украины был подписан протокол о сотрудничестве двух стран в сфере культуры.
В августе 1990 года в Будапешт прибыла делегация МИД Украины во главе с министром Анатолием Максимовичем Зленко. Состоялись встречи с Президентом Венгрии Арпадом Генцем, премьер-министром Йожефом Анталлом, министром иностранных дел Гезой Есенським.
В сентябре 1990 года Украину с официальным визитом посетил президент Венгрии Арпад Генц.
Определяющим в двусторонних отношениях Украины с Венгрией стал визит председателя Верховного Совета УССР Леонида Макаровича Кравчука в Венгрии (30 мая — 1 июня 1991), во время которого было подписано девять двусторонних документов, которые заложили договорно-правовую базу украинско-венгерского сотрудничества. Это в частности Декларация об основах отношений между Украиной и Венгерской Республикой, Консульская конвенция, Декларация о принципах сотрудничества по обеспечению прав национальных меньшинств.
Именно этот визит в Венгрию делегации из Украины, переговоры с руководством государства, подписание двусторонних документов засвидетельствовали признание де-факто венграми независимости Украины ещё во времена существования Советского Союза.
После провозглашения Украиной независимости 24 августа 1991 года Венгрия, сразу после объявления результатов Всенародного референдума 1 декабря 1991 года, признала Украину 6 декабря 1991 года. Дипломатические отношения между Украиной и Венгрией были установлены 6 декабря 1991 года путем подписания в Киеве договора об основах добрососедства и сотрудничества. Это был первый документ такого уровня, который подписала Украина.
6 декабря в Киеве было, впервые среди иностранных дипломатических представительств, открыто посольство Венгрии. В январе 1992 года был назначен временно поверенный в делах Украины в Венгрии. 24 марта 1992 года торжественно было открыто первое дипломатическое представительство Украины за рубежом, посольство Украины в Венгрии.

## Главы дипломатических миссий Украины в Венгрии
- Яросевич, Роман Гнатович (1919)
- Галаган, Николай Михайлович (1919—1920)
- Кобилянский Люций Ремигиевич (1920) временный поверенный
- Сикевич, Владимир Васильевич (1920—1921)
- Ткач, Дмитрий Иванович (24 июля 1992 — 8 декабря 1997)[2][3]
- Климпуш, Орест Дмитриевич (8 декабря 1998 — 29 апреля 2002)[4][5]
- Дурдинец, Василий Васильевич (2 декабря 2002 — 15 июля 2003)[6][7]
- Мушка, Юрий Юрьевич (10 ноября 2003 — 26 января 2006)[8][9]
- Ткач, Дмитрий Иванович (14 февраля 2006 — 6 июля 2010)[10][11]
- Мушка, Юрий Юрьевич (11 июня 2010 — 31 марта 2014)[12][13]
- Юнгер Михаил Бейлович (2014—2016) временный поверенный
- Непоп, Любовь Васильевна (30 мая 2016 — 9 июля 2022)[14][15]
- Шандор, Фёдор Фёдорович (с 21 декабря 2024)[16]

## Консульства Украины
- Консульство в Ньиредьхази

Руководитель консульства Гупало Аркадий Петрович
- Почётное консульство в г. Сегед

Почётный консул Рот Шандор